# Đơn vị hành chính tự trị của Trung Quốc

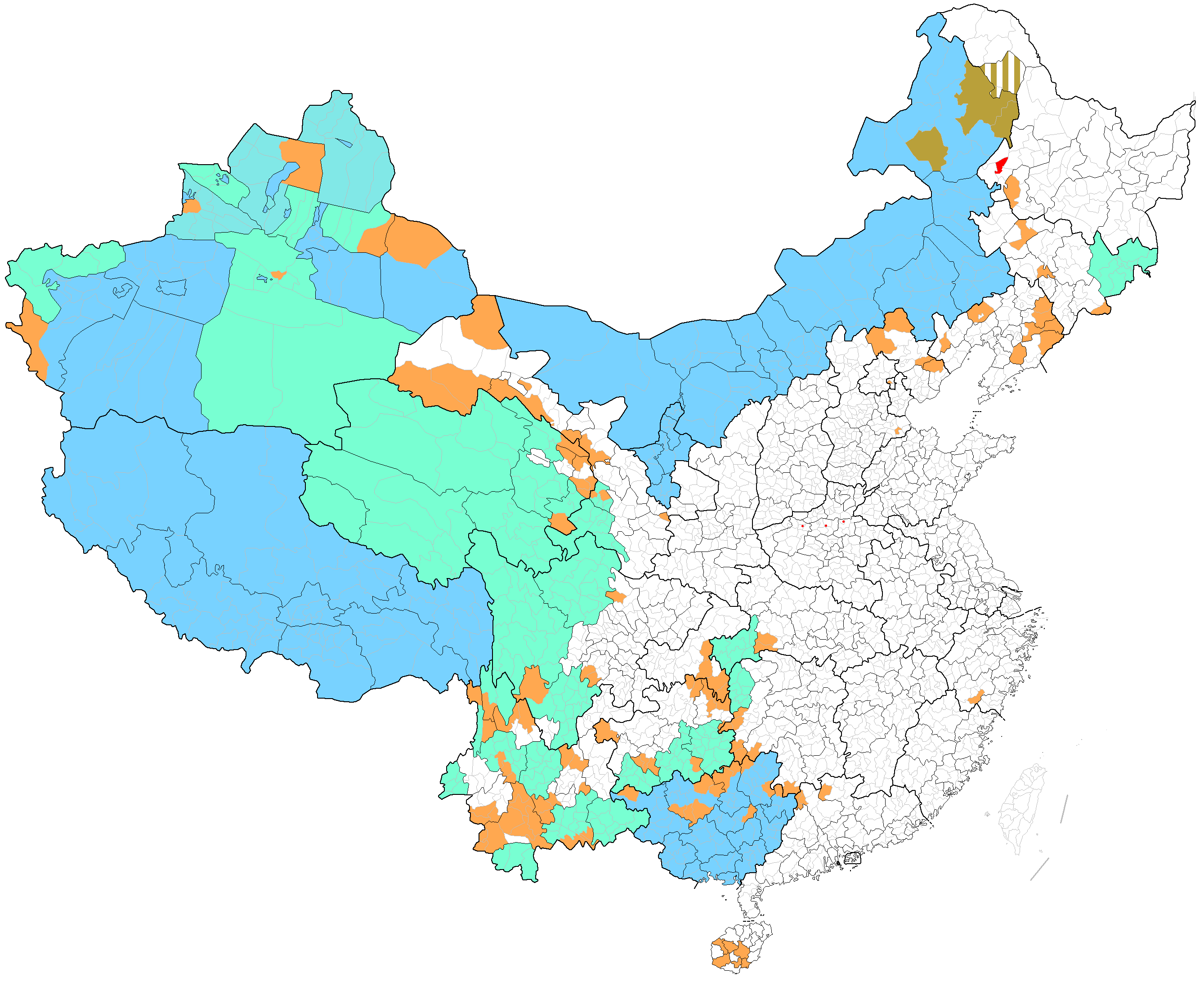
Các khu vực có quy chế tự trị tại Trung Quốc (màu xanh) lá cây.

Tương tự như mô hình của Liên Xô cũ, Cộng hòa Nhân dân Trung Hoa cũng lập ra các khu tự trị dành cho một số khu vực có quan hệ với một hoặc một số dân tộc thiểu số. Các khu vực này được Hiến pháp Trung Quốc công nhận và trên danh nghĩa có một số quyền mà các đơn vị hành chính tương đồng khác không có. Tuy nhiên mức độ tự trị trên thực tế được cho là thấp
Trong hệ thống Phân cấp hành chính Trung Quốc, có 3 cấp hành chính tự trị:
| Cấp       | Loại         | Tiếng Trung | Bính âm   | Con số |
| --------- | ------------ | ----------- | --------- | ------ |
| Tỉnh (1)  | Khu tự trị   | 自治区      | zìzhìqū   | 5      |
| châu (2)  | Châu tự trị  | 自治州      | zìzhìzhōu | 30     |
| huyện (3) | Huyện tự trị | 自治县      | zìzhìxiàn | 117    |
| huyện (3) | Kỳ tự trị    | 自治旗      | zìzhìqí   | 3      |

Mặc dù không có tên gọi tự trị, một vài đơn vị hành chính cấp ba như quận và huyện cũng được hưởng một số quyền tự trị. Ở cấp hành chính thứ tư, cấp ("trấn"), 1 tô mộc dân tộc (của người Evenk) và 270 hương dân tộc cũng tồn tại, nhưng không có nhiều quyền tự trị như các cấp lớn hơn.

## Thuật ngữ
Các khu vực tự trị tại Trung Quốc được đặt tên theo tiếng Hán như sau:
- tên của một khu vực địa lý;
- tên của một hoặc các dân tộc thiểu số chiếm ưu thế;
- từ "tự trị";
- cấp tự trị.

Thí dụ:
| Level | Khu vực địa lý | + | Dân tộc                 | + | "Tự trị" | + | Cấp hành chính | = | Kết quả                                     |
| ----- | -------------- | - | ----------------------- | - | -------- | - | -------------- | - | ------------------------------------------- |
| 1     | Quảng Tây      |   | Choang tộc              |   | Tự trị   |   | Khu            |   | Quảng Tây Choang tộc Tự trị khu             |
| 2     | Đức Hoành      |   | Thái tộc & Cảnh Pha tộc |   | Tự trị   |   | Châu           |   | Đức Hoành Thái tộc Cảnh Pha tộc Tự trị châu |
| 3     | Thạch Trụ      |   | Thổ Gia tộc             |   | Tự trị   |   | Huyên          |   | Thạch Trụ Thổ Gia tộc Tự trị huyện          |
| 3     | Evenk          |   | Ngạc Ôn Khắc tộc        |   | Tự trì   |   | Kỳ             |   | Evenk Tự trị kỳ                             |

Trong tên tiếng Hán của các khu vực tự trị, tên các dân tộc luôn đi cùng với hậu tố -族 ("tộc"), trừ một số trường hợp như: Tân Cương; hay tên dân tộc nhiều hơn một âm tiết. Một số khu vực tự trị có hơn một dân tộc chiếm ưu thế, và các dân tộc này đều được liệt kê trong tên của khư vực tự trị khiến cho tên chính thức trở nên dài. Thí dụ:
| Tên đầy đủ                                                       | Tên địa danh | Dân tộc                              | Cấp hành chính |
| ---------------------------------------------------------------- | ------------ | ------------------------------------ | -------------- |
| Ân Thi Thổ Gia tộc Miêu tộc Tự trị châu                          | Ân Thi       | Thổ Gia và H'Mông                    | Châu tự trị    |
| Song Giang Lạp Hỗ tộc Ngõa tộc Bố Lãng tộc Thái tộc Tự trị huyện | Song Giang   | La Hủ, Va, Blang và Thái             | Huyện tự trị   |
| Long Lâm các tộc Tự trị huyện                                    | Long Lâm     | Nhiều dân tộc (H'Mông, Di và Cờ Lao) | Huyện tự trị   |

Một số ít các khu vực tự trị không theo cách đặt tên chuẩn, bởi tên dân tộc cũng bao gồm cả tên địa danh hay khu vực đó không có tên địa danh:
| Tên đầy đủ                      | Tên địa danh | Dân tộc    | Hành chính        |
| ------------------------------- | ------------ | ---------- | ----------------- |
| Khu tự trị Tây Tạng             | Tây Tạng     | (Tạng)     | Autonomous Region |
| Khu tự trị Nội Mông Cổ          | Nội Mông Cổ  | (Mông Cổ)  | Khu tự trị        |
| Huyện tự trị dân tộc Đông Hương | —            | Đông Hương | Huyện tự trị      |
| Kỳ tự trị Evenk                 | —            | Evenk      | Kỳ tự trị         |
| Kỳ tự trị Oroqin                | —            | Oroqin     | Kỳ tự trị         |

## Nhân khẩu
Trong số năm khu tự trị, chỉ có Khu tự trị Tây Tạng là có một dân tộc chiếm đa số (>50%) là người Tạng. Dân tộc được chỉ định tại Tân Cương chiếm chưa quá bán (<50%) là người Uyghur, tuy nhiên một số nguồn thông tin của một số tổ chức cho rằng hiện người Hán chiếm quá bán tại Tân Cương. Ba khu tự trị còn lại có đa số cư dân là người Hán.

## Lịch sử
Khu, châu, huyện và kỳ tự trị được thành lập sau khi Đảng Cộng sản Trung Quốc giành được chính quyền và học tập theo mô hình của Liên Xô. Đầu tiên, danh pháp của các khu vực tự trị này còn chưa thống nhất, và tên gọi khu tự trị xuất hiện cả ở cấp tỉnh, địa khu, huyện và hương. Cuối cùng tên gọi thống nhất như ngày nay.
Khu tự trị đầu tiên được thành lập là Nội Mông Cổ, được tổ chức trên các khu vực do đảng cộng sản kiểm soát vào năm 1947, hai năm trước khi thành lập Cộng hòa Nhân dân Trung Hoa. Tân Cương được chuyển đổi từ một tỉnh thành một khu tự trị vào năm 1955. Quảng Tây và Ninh Hạ vào năm 1957, và Khu tự trị Tây Tạng chính thức thành lập vào năm 1965.